# Amtsgericht Reinfeld
Das Amtsgericht Reinfeld war ein deutsches Amtsgericht mit Sitz in Reinfeld (Holstein).

## Geschichte
Mit der Annexion Schleswig-Holsteins wurden 1867 in der nunmehr preußischen Provinz fünf Kreisgerichte und das übergeordnete Appellationsgericht Kiel eingerichtet. Als Eingangsgerichte wurden Amtsgerichte geschaffen, darunter das Amtsgericht Reinfeld als eines von 13 Amtsgerichten des Kreisgerichts Altona. Den Gerichtssprengel bildete das Amt Reinfeld mit Ausnahme der nach Drohstorf und Segeberg eingepfarrten Dörfer, das Amt Rethwisch, die lübschen Güter Trenthorst und Wulmenau und die lübschen Stadtstiftsdörfer Frauenholz und Westerau. Mit dem Inkrafttreten des deutschen Gerichtsverfassungsgesetzes am 1. Oktober 1879 wurden reichsweit einheitlich Amts-, Land- und Oberlandesgerichte geschaffen. Das Amtsgericht Reinfeld blieb bestehe und war nun dem Landgericht Altona nachgeordnet. Sein Gerichtsbezirk umfasste nun aus dem Kreis Stormarn den Fleckensbezirk Reinfeld, die Gemeindebezirke Ahrensfelde, Altenweide, Badendorf, Benstaben, Boden, Dahmsdorf, Groß Barnitz, Groß Wesenberg, Hamberge, Hansfelde, Havighorst, Heidekamp, Heilshoop, Klein Barnitz, Klein Schenkenberg, Klein Wesenberg, Lokfeld, Meddewade, Mönkhagen, Neuhof, Niendorf, Pöhls, Ratzbek, Rehhorst, Rethwischdorf, Rethwischfeld, Selmsdorf, Steensrade, Steinfeld, Steinhof, Stubbendorf, Tralauerholz, Treuholz, Westerau, Willendorf und Zarpen sowie die Gutsbezirke Frauenholz, Reinfeld (Forstgutsbezirk), Rethwisch (Forstgutsbezirk), Trenthorst und Wulmenau. Am Gericht bestand 1880 eine Richterstelle. Das Amtsgericht war damit ein kleines Amtsgericht im Landgerichtsbezirk.
Mit dem Groß-Hamburg-Gesetz von 1937 wurde das Amtsgericht Reinfeld dem Landgericht Lübeck zugeordnet. Im Jahre 1970 wurde das Amtsgericht Reinfeld aufgelöst.